# Байдулино
Байдулино (рос. Байдулино) — село в Тереньгульському районі Ульяновської області Російської Федерації.
Населення становить 551 особу. Входить до складу муніципального утворення Тереньгульське міське поселення.

## Історія
Від 2004 року входить до складу муніципального утворення Тереньгульське міське поселення.

## Населення
| 2010 |
| ---- |
| 551  |